# Galligants

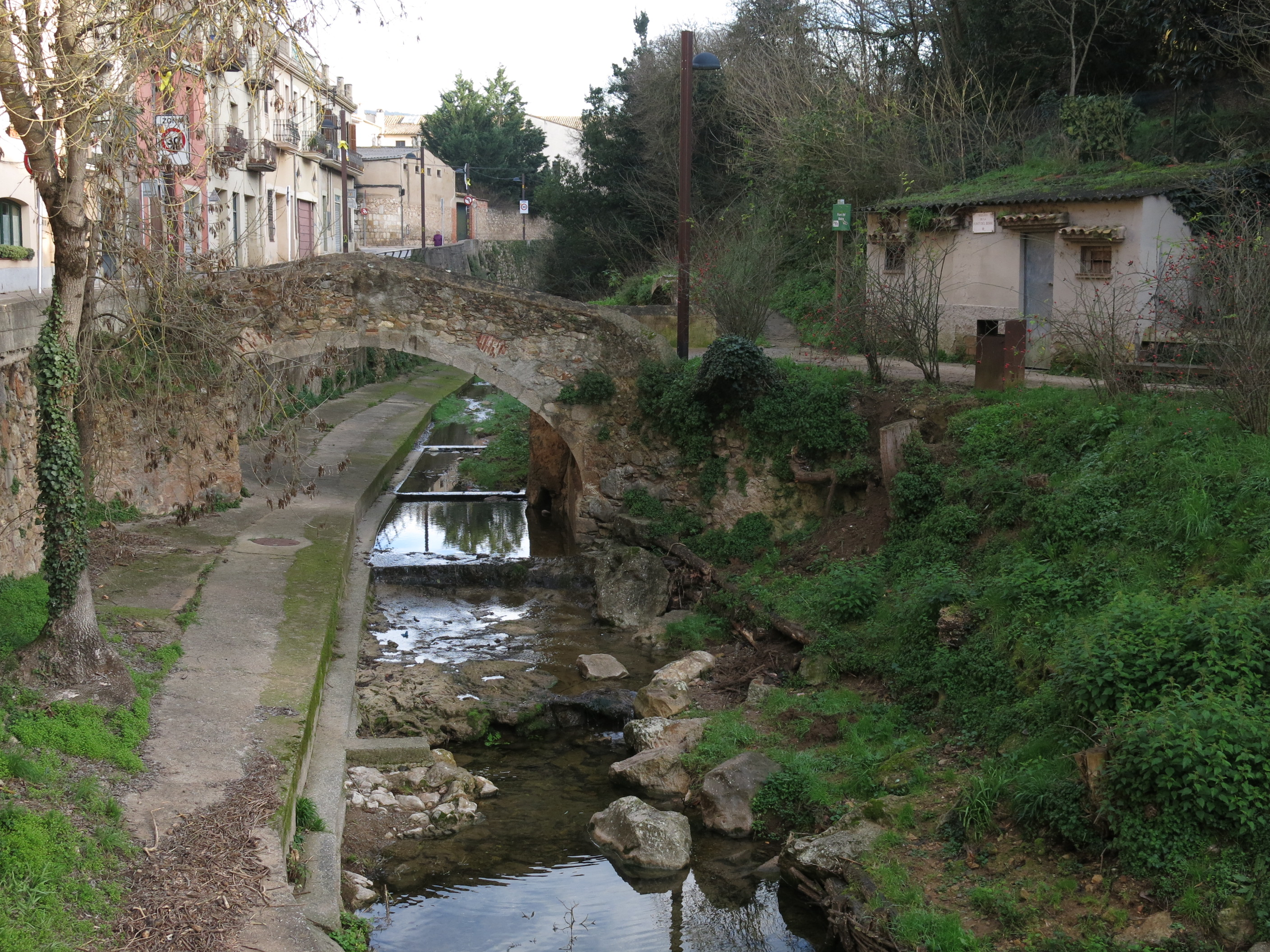
Le Galligants à Sant Daniel (Gérone), avec le pont de la Font del Bisbe.

Le Galligants est une courte rivière du nord-est de l'Espagne. Elle passe à Gérone, en Catalogne, où elle se jette dans l'Onyar en rive droite.
Long de 4,5 kilomètres, le Galligants traverse Gérone et rejoint l'Onyar entre Força Vella et le Monastère de Saint Pierre de Galligants, juste avant sa confluence avec le Ter. Il arrose la vallée San Daniel.

## Inondation
Le 18 et 19 septembre 1843, ces rivières ont été au cœur de l’inondation de la ville de Gérone, qui fit des centaines de morts.